# Megino-Kangalasskij ulus
Il Megino-Kangalasskij ulus è un ulus (distretto) della Repubblica Autonoma della Jacuzia-Sacha, nella Russia siberiana orientale; il capoluogo è l'insediamento di Nižnij Bestjach.
Confina con gli ulus Changalasskij a sudovest, Amginskij a sudest, Čurapčinskij a nordest, Ust'-Aldanskij a nord, Namskij a nordovest; ad ovest confina inoltre con il territorio urbano della città di Jakutsk.
Il territorio dell'ulus si estende nella sezione centromeridionale del bassopiano della Jacuzia centrale, nella valle del fiume Lena.
Oltre al capoluogo, un altro centro urbano di qualche importanza è il villaggio di Majja, ex capoluogo.